# Суражский партизанский край
Суражский партизанский край (бел. Суражская партызанская зона) — зона партизанского движения на территории Белорусской ССР в годы Великой Отечественной войны. Это был первый партизанский край, образовавшийся на Витебщине.
Создание Суражской партизанской зоны началось в феврале 1942 года. В эту партизанскую область входили Суражский район (кроме райцентра Сураж), часть Меховского, Городокского, Витебского и Лиозненского районов. Освобожденная от фашистов территория составила около 3000 кв. км. Зона располагалась в четырехугольнике Сураж—Витебск—Городок—Усвяты, рядом с линией фронта. Ее удерживала 1-я Белорусская партизанская бригада, которой командовал М. Ф. Шмырев (Батька Минай) и некоторые другие партизанские бригады.

## История создания
Началом формирования Суражской партизанской зоны стало создание партизанского отряда под руководством Шмырёва Миная Филипповича (партизанский псевдоним «Батька Минай»). С 1923 года М. Ф. Шмырёв был заведующим волостным земельным отделом, председателем колхоза, директором льнозавода, картонной фабрики в Витебской области, а во время Великой Отечественной войны стал один из выдающихся организаторов партизанского движения в Белоруссии. Первый партизанский отряд он сформировал 9 июля 1941 года в посёлке Пудоть Суражского района Витебской области из рабочих картонной фабрики.
В июле 1941 года отряд М. Ф. Шмырёва уничтожил кавалерийское подразделение противника, разгромил вражескую автоколонну и сжёг мосты через pеки Усвяча, Туровка, Шляхотка. В течение августа — сентября 1941 года партизаны Батьки Миная провели 27 боёв, уничтожили более 100 гитлеровцев и их пособников, 14 автомашин, 18 цистерн с горючим, 8 мостов. 12 сентября 1941 года отряд, разбившись на 3 группы, стремительной атакой ворвался в посёлок городского типа Сураж, разгромил районную управу и казарму немецких солдат.
8 апреля 1942 года по указанию Центрального Комитета Коммунистической Партии Белоруссии была образована 1-я Белорусская партизанская бригада под командованием Миная Филипповича Шмырёва. Она объединила помимо отряда М. Ф. Шмырёва партизанские отряды Суражского района — А. П. Дика, Д. Ф. Райцева и М. Ф. Бирюлина, К этому времени партизаны освободили территорию 15-и сельских Советов в Суражском, Меховском и Витебском районах, образовав Суражский партизанский край. На освобождённой партизанами территории была восстановлена Советская власть, которая сохранялась вплоть до прихода Красной Армии.

## Деятельность бойцов Суражской партизанской зоны
1-я Белорусская партизанская бригада, дислоцирующая в Суражской зоне, в начале 1942 года провела 50 боевых операций. Ее отряды за этот же период пустили под откос четыре вражеских эшелона, тринадцать мостов, уничтожили более 25 автомобилей с грузом и немецкими солдатами, подбили три танка. Бойцы 2-й партизанской Белорусской бригады, базировавшейся в Суражской зоне, ночью 15 июля 1942 года разгромили фашистский гарнизон на железнодорожной станции Бычиха. В этом бою партизаны взорвали склад с ГСМ и 4 вагона с аппаратурой связи, 5 мостов, повредили полотно дороги и проводные линии связи, а также захватили богатые трофеи. Эта же бригада с 18 февраля по 18 июля 1942 года осуществила 9 налетов на гарнизоны врага, уничтожила 3 танка, 2 танкетки, 30 автомашин, взорвала 9 складов с боеприпасами и ГСМ, 36 мостов, 18 дзотов. 7 сентября 1942 года совместными силами отрядов 2-й и 4-й белорусских партизанских бригад (Суражская и Полоцко-Сиротинская зоны), был разгромлен Езерищенский гарнизон противника. Партизанские отряды С. А. Мазура и И.3. Изоха (Кличевская партизанская зона) ночью 9 сентября 1942 года подорвали железнодорожный мост на реке Нача, западнее железнодорожной станции Крупки, Минской области, находящийся на основной коммуникации фашистов Минск—Орша.
Во вражеской обороне от Усвят до Велижа Смоленской области образовался сорокакилометровый разрыв по фронту. Эту территорию заняли партизаны. Они помогали частям 4-й ударной армии удерживать позиции. Так были созданы знаменитые Витебские (Суражские) «ворота». В результате боевых операций партизаны разбили вражеские гарнизоны в деревнях Тарасенки, Пунище, Галевичи, Озерки, Украйцы, Веречье, Казакове и другие. Центральный Комитет Компартии Белоруссии и Центральный штаб партизанского движения предприняли ряд мероприятий для наилучшего использования Витебских «ворот» в борьбе с гитлеровцами в тылу врага.
1-я Белорусская партизанская бригада Батьки Миная (комиссар Р. В. Шкредо) прикрывала «Суражские (Витебские) ворота» справа. На всем 40-километровом участке вдоль берега Западной Двины можно было свободно переходить из оккупированной немецко-фашистскими войсками Белоруссии на освобожденную и контролируемую Красной Армией территорию. Через «Суражские ворота» на Большую землю уходили мирные жители, новобранцы, перегонялся скот, вывозилось зерно, здесь же партизаны получали оружие, проходили армейские диверсионно-разведывательные группы. C оккупированной территории на Большую землю партизанские связные шли за указаниями, оружием и боеприпасами, несли донесения и разведданные. Десятки и сотни партизан отправлялись на краткосрочные курсы при Северо-Западной группе ЦК КП(б)Б. Отряды выходили на отдых и переформирование, отправляли раненых и больных. Поистине «дорогой жизни» стали «ворота» для тысяч женщин, детей и стариков, уходивших в советский тыл, спасаясь от зверств карателей, фашистского рабства и угона в Германию. Из оккупированных районов в фонд Красной Армии поступали обозы с зерном, картофелем, продовольствием. Отправлено свыше 6 000 голов крупного рогатого скота, овец и свиней, 2500 лошадей, фураж. За сотни километров из вражеского тыла шли советские патриоты, чтобы вступить в ряды Красной Армии. За лето 1942 года на временно оккупированной территории Белоруссии было призвано в ряды Красной Армии свыше двадцати пяти тысяч человек. Эти «ворота» просуществовали около шести месяцев, до сентября 1942 года.
Операцию по ликвидации Витебских (Суражских) «ворот» фашисты начали в ночь на 25 сентября 1942 года наступлением из Витебска, Суража и из гарнизона в деревне Краслевичи Суражского района. Наиболее жестокие бои шли около деревень Пунище, Пудоть, Булы, Дрозды, Шмыри, Мелынь Суражского района. Наступая, гитлеровцы сожгли деревни Степановичи, Старое и Новое Кукаво, Альгово, Шляпы, Боброве и другие. Витебская фашистская группировка сумела прорваться по Великолукскому шоссе в направлении Усвят. Одновременно был нанесен удар и по Пудоти. 28 сентября каратели соединились, и «ворота» были закрыты.
По сведениям Северо-Западной оперативной группы ЦК КП(б)Б существование на территории области Витебских (Суражских) «ворот» сыграли огромную роль. Через них прошло свыше 160 групп и отрядов, более 3 тысяч человек, партизанам было доставлено свыше 5 тысяч единиц стрелкового оружия. Сотни партизанских отрядов и бригад установили надежную связь с Большой землей. Партизанские бригады и отряды продолжали действовать в тылу противника до его изгнания с белорусской земли.
С первых чисел февраля 1943 г. по 17 марта гитлеровцы провели одну из самых крупных блокад Суражского партизанского края, во время которой каратели потеряли убитыми и ранеными около 5 тыс. человек. 17 апреля 1943 г. фашисты снова бросили против партизан около трех-четырех тысяч человек, но, встретив ожесточенное сопротивление, вынуждены были прекратить эту операцию.

## Помощь партизан местным жителям
30 июля 1942 года в газете «За свабодную Беларусь», издававшейся политотделом Калининского фронта и в большом количестве доставлявшейся на территорию Суражского района, была помещена передовая статья под заглавием: «Обороняйте свой урожай!». В статье колхозникам советовали убирать и закапывать хлеб, а что нельзя спрятать — сжигать, обращаться за помощью к партизанам, сдавать им хлеб на хранение.
Приобретая опыт в ходе борьбы с гитлеровцами, колхозники в некоторых местах уже в процессе самой уборки организовали охрану урожая, им помогали партизаны. В колхозе «Бяскласавае грамадства» (деревни Пунищи и Казакове) Запольского сельсовета борьбу за охрану урожая возглавил председатель этой артели И. Е. Осипов. Он еще летом провел с колхозниками собрание и создал дружину по охране урожая от полицейских банд. Колхозники сельхозартели «Бяскласавае грамадства» по распоряжению своего председателя зарыли в землю много овса. В только что упоминавшейся сельхозартели имени Буденного колхозники укрыли в четырех больших ямах 16 т зерна. Внося свою лепту в борьбу с фашистами, колхозники Суражского района в организованном порядке сдавали партизанам государственные поставки сельскохозяйственных продуктов.
После фашистской июньской блокады 1942 г. колхозы продолжали свою работу. Озимый сев проводился также коллективно.
Наибольшее количество колхозов в партизанском крае функционировало до закрытия «Суражских ворот». Некоторые сельхозартели просуществовали до весны 1943 г., а в ряде населенных пунктов и до лета.
После прекращения февральско-мартовских и апрельских боев 1943 г. Суражский райком партии собрал совещание председателей колхозов, находившихся в партизанских отрядах, и обсудил с ними вопрос о проведении весеннего сева. Население вернулось из лесов в свои деревни, многие построили землянки, достали зерно, запрятанное в ямах, и с помощью партизан провели сев.
Осенью 1943 г. колхозники Суражского района дождались освобождения от ига гитлеровских оккупантов. Войсками Красной Армии 28 октября был освобожден районный центр Сураж.
Общие условия возрождения и деятельности колхозов в этом районе были более благоприятными, чем в других партизанских краях. Суражский партизанский край находился вблизи линии фронта и в течение восьми месяцев был связан через «ворота» с советским тылом.

## Увековечивание памяти
Указом Президиума Верховного Совета СССР от 15 августа 1944 года за образцовое выполнение боевых заданий командования на фронте борьбы с немецко-фашистскими захватчиками и проявленные при этом отвагу и геройство Шмырёву Минаю Филипповичу присвоено звание Героя Советского Союза с вручением ордена Ленина и медали «Золотая Звезда» (№ 4377).
В Витебске именем славного земляка — Героя Советского Союза М. Ф. Шмырёва названы улица, парк, открыт областной мемориальный музей. В 1971 году на студии «Беларусьфильм» снят художественный фильм «Батька».
Стихотворение белорусского поэта Аркадия Кулешова «Баллада о четырех заложниках», посвящённое детям Батьки Миная, взятым фашистами в заложники и безвинно расстрелянным, в советское время знал наизусть каждый белорусский школьник. В ходе карательных экспедиций, вызванных партизанским движением, фашисты взяли в заложники и расстреляли четверо несовершеннолетних детей М. Ф. Шмырёва — дочерей Лизу, Зину, сыновей Серёжу, Мишу, а также сестру и мать жены.
В Суражской районной библиотеке проходит цикл мероприятий, посвященных Дню партизан и подпольщиков, акции «Помним героев суражского подполья!». В читальном зале библиотеки оформлена выставка литературы «Наш легендарный партизанский брянский край». Особое место занимает на стенде книга Н. А. Михайлашева «Буря гнева», одна из глав которой посвящена суражской подпольной организации. В историю Великой Отечественной войны Николай Михайлашев вошел как подпольщик, замкомандира Чечерского партизанского отряда, замначальника разведки отряда НКГБ СССР «Вперед», действовавшей по линии 4-го Управления НКВД СССР, замкомандира Добрушской партизанской бригады, командир спецгруппы НКГБ СССР «Буря».
Старший лейтенант госбезопасности Михайлашев Николай Афанасьевич создавал подпольные диверсионные группы в городах: Гомеле, Добруше, Сураже. Руководил диверсионными операциями. В его личном деле написано: «При взрыве 43 эшелонов уничтожено 628 вагонов, разрушено 5 тысяч метров железнодорожных путей. При крушении убито и ранено 5400 солдат, выявлено 66 немецких агентов и 417 изменников родины».
За образцовое выполнение боевых заданий Михайлашову Н. А. присвоено звание Героя Советского Союза в ноябре 1944 года.
В своей книге «Буря гнева» Николай Афанасьевич рассказывает о работе подпольщиков с которыми встречался лично — Наташе Бердниковой, Шуре Павлюченко, Лене Кохан, Зине Кошечко, Владлене Войткевиче, Алексее Хилькове и многих других.
В день празднования 33-летия со дня освобождения Белоруссии от немецко-фашистских захватчиков в деревне Заполье Витебского района открыт памятник "Витебские (Суражские) «ворота», в память о боевых действиях воинов Красной Армии и партизан.
Весной 2018 года Брянской областной думой было принято решение о присвоении почетного звания Брянской области «Город партизанской славы» городу Суражу.